# 白荷娜
白 荷娜（ペク・ハナ、英語: Baek Ha-na、朝鮮語:  백하나、2000年9月22日 - ）は、大韓民国の女子バドミントン選手。

## 経歴
ジュニア時代は、李幽琳とペアを組み世界ジュニア選手権、アジアジュニア選手権でともに優勝を果たした。
2019年、2020年は鄭景銀とペアを組み、デンマーク・オープン優勝などを果たす。
その後は白荷娜とのペアを2023年まで継続。マレーシア・オープンやジャパン・オープンで準優勝を達成。
その後は李昭希とペアを組み、インドネシア・オープンの2連覇や、BWFワールドツアーファイナルズ、全英オープン優勝などの快挙を成し遂げた。
2024年10月29日にキャリアハイの世界ランク1位を達成。